# 文理分科
文理分科是在部分東亞国家和地区实行的教育制度，即将教学课程分为文科(Art Stream)和理科(Science Stream)让学生选择后进行分别教育。

## 中國大陸

### 沿革
文理分科在中國始于1977年的恢复高考。但事实上这种制度源于对苏联模式的照搬。二战使苏联损失了大批知识分子，因此战后重建急需以分科教育来快速培养各类专业人才。中國1949年后，同样急需专业人才，因此开始了文理分化的步伐，首先成立了西安、南京、重庆等最早的8所外语学校，并在1950年代开始了对高校的合并。当时实现工业化是经济建设的主要目标，为了适应对专业人才的需求，自1952年起，将同类专业院校合并为专业学院，建起适应计划经济体制的高校体制。这样的合并加强了工科院校的专业性，但也造成专业面窄，且理工、文理分家，文法、财经等学科也被削减。
但在文革结束前，中國的高中一般都没有实行文理分科。1977年，恢复高考制後，为分类选拔人才，高中文理分科才开始。
上海和浙江从2014年起新入学的高中学生在高考时不再文理分科，实行“六选三”政策（在物、化、生、政、史、地六门学科中任选三科作为高考科目），山东、北京、天津、海南则在2017年开始实行这一政策。各高等院校在这些省（市）的录取方法也由文理分录改为设置特定选考科目要求，例如浙江大学计算机专业就要求考生一定要选考物理才可投档。
第三批新高考，河北、辽宁、江苏、福建、湖北、湖南、广东、重庆等八省市，2018年启动，2021年首届新高考，采取措施“3+1+2”高考模式(语、数、外必修，在物和历中二选一，再在政、地、化、生中任选其二)，不分文理科。
自2024年高考起，江西、安徽、贵州省取消高考文理分科制度。

### 内容
分科一般是在高一进入高二阶段进行的。
- 必修科：语文、数学、外语（一般为英语，可选俄语、日语、法语、德语、西班牙语）
- 文科綜合（简称文综）：政治、历史、地理
- 理科綜合（简称理综）：物理、化学、生物

目前制度要求在分科前仍保留对不选的科目的教学。通常在高二开始时学校会重新分班，分为物化班和史政班，各班学生会将重点放在选考科目上，随着合格考的结束，高三时学生会全力攻克高考科目。而如果在合格考或其它的考试之后，学校就直接将这些科目从课程表上删除。
目前各省的高考制度略有不同，某些地区增加学业水平测试作为参加考试的判定，或有综合能力测试。

### 选择
对于学生选文还是选理，学生乃至家长、老师都有一番艰难的抉择。当然有部分家長对分科持反对态度，但面对高考的指挥仍须作出决定，不是选文就是选理。总体而言选理的人数要多于选文。影响学生作出选择的因素有和很多，主要包括：某个学生是擅长文还是理、未来就业形势、个人的兴趣、爱好、及理想。但有时候其它因素也会影响到一个学生的选择；老师的实力对比，如果某科教师的实力强劲，则易吸引学生选择此科。

## 香港
大部份中學於中四（即高中）開始分科。

### 現時的高中學制（2009/2012學年－）
- 香港中學文憑考試為公開考試及通用的大學入學試。
- 中英數為必修科（包括非華人學生）；而且所有學生必須讀公民與社會發展科 (由2021/2024學年開始) ，在2009/2012至2020/2023學年，則需修讀通識教育科。
- 一些學校不再強制文理分科等組合，學生可以選一至兩科文，一至兩科理科；一些學校提供給學生的選擇組別仍是類似文理分科。
- 如果大學想升讀數理有關的科目，可選修數學科延伸部分。
- 選修科包括物理、化學、生物、資訊及通訊科技、中國歷史、世界歷史[a]、地理、經濟、中國文學、英國文學、倫理與宗教、數學延伸部分（M1或M2）、設計與應用科技、旅遊與款待、企業、會計與財務概論、視覺藝術、體育、音樂 、科技與生活、健康管理與社會關懷、綜合或組合科學的科目。
- 而言，在大學選科，不少學系仍然要求學生選修指定的科目，或者給予某些科會有額外分數。一般而言，不少工程科目會要求學生修讀物理、化學、數學科延伸部分。不少醫療護理科目，要求學生修讀化學或生物。

### 舊高中學制常見科目（2009/2012學年前）
過去文法中學主要分為文（或文商）、理兩組，部份學校則分為文、理、商三組，工業學校另以工科代替部份理科。各校修讀的科目會略有差異，因為並非所有學校都有開辦全部科目，部份學校亦容許學生選修不同組別的科目, 如理科生可同時選修地理、經濟及會計，文科生可修讀人類生物學、電腦及資訊科技等。
- 香港中學會考（中四中五課程；通常報考7至8科，最多10科）
  - 必修科目：中文（非華人學生可選修其它外文，例如法文[2]）、英文、數學
  - 文科：中國歷史、世界歷史[a]、地理、經濟、中國文學、英語文學、「人類生物學（Human Biology）」（選考人類生物學考生多為獲取報考護士學校的資格）
  - 理科：物理、化學、生物、附加數學、「電腦與資訊科技」（前身為電腦學）
  - 商科：會計學原理、商業、經濟、英文文書處理及商業通訊[3]
  - 工科：「電子與電學」[3]或「設計與科技」[4]或「電腦與資訊科技」、工業繪圖、工程科學，其餘與理科相同（物理、化學、生物、附加數學）
  - 此外個別學校還可選修宗教（有關聖經的課程）、佛學、普通話、視覺藝術、體育（絕大多數學生不會報考會考體育科）、音樂（絕大多數學生不會報考會考音樂科）等科目
  - 賽馬會體藝中學：除了普遍文法中學的課程，學生需選擇修讀及報考體育或視覺藝術其中一科。

- 香港高級程度會考（中六、中七預科課程）
  - 必修科目：中國語文及文化（1992年開始新增）、英語運用
  - 文科：中國歷史、歷史、地理、中國文學、經濟、數學與統計學
  - 理科
    - 「數學組/工程科學組」：物理、化學、純粹數學、應用數學、電腦學或電腦應用
    - 「生物組/醫科組」：物理、化學、生物、數學與統計學

  - 商科：會計學原理、企業概論、經濟、電腦應用
  - 工科：電子與電學（AS-Level[5]，並非所有學校開辦）、設計與科技、工程科學等，其餘通常改為理科課程
  - 視覺藝術（絕大多數學生不會報考高考視覺藝術科）
  - 音樂（絕大多數學生不會報考高考音樂科）

## 臺灣
從高中二年級開始分組。文、理都必修國文、英文、數學（文組與理組的數學在高二時分流，有A、B版，並於高三時分為自然組的「數學甲」，與社會組的「數學乙」），直至高三結束；歷史、地理、公民與社會等三科，文、理組至二年級皆為必修，高三文組會繼續修習；自然科之物理（有分流A、B版，理組上後者）、化學、生物、地球科學，文、理組高一皆為必修，高二視各校配課時數，於四科設定不同權重給文、理組，高三理組會繼續修習。
過去聯考時代，文、理分為甲組（理工）、乙組（文哲）、丙組（農醫）、丁組（法商）共四組，其中甲組、丙組為自然組；乙組、丁組為社會組。
目前則分為三類組：
- 第一類組（簡稱一類）：社會組/文組，主修課程有國文、英文、數學（乙）、歷史、地理、公民與社會，物理、化學、生物、地球科學則僅在二年級必修或選修，通常在指定科目考試中應考國文、英文、數學乙、歷史、地理、公民與社會。大學可選擇文、史、哲、政、法、商、傳播、教育、藝術、外語、社會科學等學系。

- 第二類組（簡稱二類）：自然組/理組，主修科目有國文、英文、數學（甲）、物理、化學，生物、地球科學、歷史、地理、公民與社會則僅在二年級必修，通常在指定科目考試應考國文、英文、數學甲、物理以及化學。二類與三類的主要差異為不著墨於生物，因此大學以理學院、工學院為主要學系。

- 第三類組（簡稱三類）：自然組/醫組，主修科目有國文、英文、數學（甲）、物理、化學、生物，地球科學、歷史、地理、公民與社會則僅在二年級必修，通常在指定科目考試應考國文、英文、數學甲、物理、化學以及生物。大學可選擇醫學院、生物學、農學院、獸醫學等學系。

部分學校僅區分為社會組與自然組，不區分二類與三類。目前每個類組都必須參加學科能力測驗，且考試範圍相同。指定科目考試並未限制應考身分，因此類組可互相跨考。2009年起列公民與社會為指定科目考試的考科之一。

## 選組的選擇
对于学生选組，学生乃至家长、老师都有一番艰难的抉择。当然有人对分組持反对态度，但面对將來升讀大學的選系，仍须作出决定。
影响学生作出选择的因素有和很多，主要包括：個人專長、未来就业形势、个人的兴趣和理想、家長的期望等。

## 争议
目前文理分科与应试教育一样存在着大争议。

### 反对者观点
反对者认为文理分科让理科学生不再学习历史、地理，更少阅读文学经典等，使理科生知识面偏窄，致使缺乏人文精神；而同时这也导致文科生对物理、化学、生物陌生，不知道基本的自然科学知识，导致缺乏科学精神和理性，也不懂得用已證明行之有效的科学方法解決問題，阻碍学生全面发展和提升综合素质。

### 支持者观点
支持者认为文理分科有利学生个性发展，让他们自由选择所要学的科目，使学生学有专长。同时文理分科可以减轻学习负担、压力，尤其面对大學入學試，学生更可花充分时间在要考的科目上。
高中文理分科实际上解除了学生的厌学感，重新认识学习之必要，进而“术业有专攻”。

## 改革
由于文理分科存在着弊端，因此部分人士提出改革方案或直接取消文理分科，支持改革者一般倾向认为应将文理分科推迟进行，不宜在高二，而是在高三总复习时期，由学生自由地作出选择。复习阶段选择文科的学生主攻文科，而理科生则主攻理科。他们这样可以较充分地保证学生综合素质的发展。但是，也有部分人士认为，推迟分科将进一步加大学生课业负担。
也有部分人士呼籲取消文理分科，在2005年，中國大陆政协委员朱永新提出应组织专家进行取消高中、高考文理分科的论证，争取从2006年高中入学和2008年高考取消文理分科。目前在中国大陆，随着新课程改革的推进，文理分科制度已逐渐被取消。

### 香港
於2009年開始推行新高中學制，通識教育為必修科之一，並鼓勵學校以彈性的選科組合和時間表取代傳統的文理分科制度。
於2021/22學年起通識教育科被公民與社會發展科代替。

## 相关链接
- 理工科
- 应试教育
- 素質教育
- 香港三三四高中教育改革
- 台灣教育改革

## 註腳
1. 1 2  世界歷史，簡稱「西史或世史